# Dihidrocodeína
Dihidrocodeína es el nombre genérico de un medicamento que actúa como analgésico para el rápido alivio del dolor moderado a grave y antitusígeno. La dihidrocodeína es un narcótico que pertenece al grupo de los opioides, por lo que provoca dependencia en los usuarios de larga data.
La dihidrocodeína tiene los mismos efectos que dos tabletas de otro narcótico llamado hidrocodona (hydrocodone, en inglés). El dicodin es un narcótico superior, comparado con el vicodin.
La dihidrocodeína también puede ser usada para otros propósitos diferentes a los especificados, incluso se estudia entre las drogas de abuso para evaluación de las unidades de conductas adictivas en un área sanitaria.
Se ha afirmado que la actividad analgésica de la dihidrocodeína, se atribuye a su metabolito dihidromorfina. Esta afirmación se basa en que la dihidromorfina tiene una afinidad de unión a los receptores μ similares a la de la morfina y que posee aproximadamente 100 veces la actividad de la dihidrocodeína. Menos del 10% de DHC es metabolizado por O -desmetilación a dihidromorfina en el hombre. Los resultados de los estudios sugieren que el efecto analgésico después de la ingestión de dihidrocodeína se atribuye principalmente a la droga madre y no a su metabolito dihidromorfina. Por lo tanto, se puede deducir que las diferencias polimórficas en el metabolismo de dihidrocodeína a dihidromorfina tienen poco o ningún impacto sobre el efecto analgésico.